# Jésus Schitini
Jésus Schitini (Simonésia, 6 de fevereiro de 1910 — 19 de dezembro de 1989) foi um maestro, compositor e pintor brasileiro.
Exerceu sua atividade na cidade do Rio de Janeiro, na era de ouro da Rádio Nacional. Em Ipanema, no Estado de Minas, existe um museu em sua homenagem: Recanto Cultural e Histórico Maestro Jésus Schitini

## Biografia
Nascido no interior de Minas Gerais, era filho de João Miguel Alves e Ana Schitini. Foi educado por seu tio padre Miguel Schitini, sendo introduzido no estudo das Artes e da Música. Casou-se com Maria Pires Schitini e trabalhou Banco Financial. Na década de 40, o banco o transferiu para Ipanema.
Desde os 16 anos já compunha música sacra. Dirigiu bandas e corais e fez a notação das composições da maioria de compositores da Zona da Mata na época. Depois de Ipanema, Schitini morou em diversas cidades mineiras até ir para o Rio de Janeiro. Lá foi convidado a trabalhar na Rádio Nacional. As suas composições foram gravadas por grandes nomes da MPB, além disso, alcançou diversos países. Morreu em 19 de dezembro de 1989. Infelizmente, a maioria de seus arquivos foram queimados.

## Obras principais
- 4 Ave-marias em Latim.
- Salutaris Hostia (em latim).
- Missas cantadas em latim com arranjos de vozes e melodia.
- Músicas dedicadas a Nossa Senhora.
- Hino oficial da Escola Nilo de Moraes Pinheiro.
- Músicas das formaturas solenes.
- Marchas de carnaval, sambas, valsas e boleros.
- Hinos de clubes de futebol.
- Música para o evento da Batata, em Ipanema.
- Obras para o coral da Matriz de Ipanema.
- Canção que eu fiz chorando (Gravação: Núbia Lafaiete).
- Fala-me Depois (Interpretação: Orlando Dias).
- Seresta do Amor (Carlos Galhardo), vencedora do 1º Festival de Seresta no Rio de Janeiro.
- Brasil, homenagem a Juscelino Kubitschek (Gravação: Carlos Carriê).
- Roma é Amor, enviada ao Vaticano, em homenagem ao papa.[2]

## Repercussão
O maestro Schitini deixou uma obra vasta, porém, parte considerável de seus arquivos foi queimada. Em Ipanema, existe um museu em sua homenagem. A sua história e a sua obra foram preservadas pelo Recanto Cultural e Histórico Maestro Jésus Schitini, fundado pelo músico Rômulo César Martins de Laia, seu amigo.